# Tahya Tounes
Tahya Tounes (französisch Vive la Tunisie ‚Es lebe Tunesien‘, arabisch تحيا تونس, DMG Taḥyā Tūnis) ist eine 2019 gegründete tunesische liberale Partei. Sie wird von Youssef Chahed geleitet, der während seiner Zeit als Premierminister von seiner alten Partei Nidaa Tounes zur neuen Partei Tahya Tounes übertrat.

## Geschichte
Den Beginn der neuen Partei stellt die Gründung der Fraktion der Nationalen Koalition (französisch Coalition nationale) am 27. August 2018 dar, der zunächst 34 Abgeordnete der Volksrepräsentantenversammlung angehörten. Diese traten insbesondere aus den Parteien Nidaa Tounes, Machrouu Tounes sowie der Freien Patriotischen Union zur neuen Fraktion über. Am Ende der Wahlperiode im Jahr 2019 gehörten der Fraktion, aus der die Fraktion der Partei Tahya Tounes geworden ist, 43 Abgeordnete an. Damit war sie nach der Ennahda die zweitstärkste Partei in der Volksrepräsentantenversammlung.
Am 27. Januar 2019 kündigte Selim Azzabi, ehemaliger Direktor des Amtes des Präsidenten der Republik Tunesien, die Bildung einer politischen Bewegung namens Tahya Tounes an. Am 4. März 2019 erhielt die Partei ihre gesetzliche Registrierung. Am 24. Mai wurde ein Vertrag zwischen Tahya Tounes und der Partei al-Moubadara von Kamel Morjane geschlossen, wonach al-Moubadara in der Partei Tahya Tounes aufgeht. Am 1. Juni wählte der erste Parteitag den damals amtierenden Premierminister Youssef Chahed zum Parteivorsitzenden.
Bei der Parlamentswahl in Tunesien 2019 verlor die Partei zwar die meisten ihrer 43 Sitze in der Volksrepräsentantenversammlung, mit 4,08 Prozent der Stimmen und 14 gewonnenen Sitzen konnte jedoch erneut eine eigene Fraktion in der Volksrepräsentantenversammlung begründet werden. Zuvor trat der Parteivorsitzende Youssef Chahed zur Präsidentschaftswahl in Tunesien 2019 an, verpasste mit 7,38 Prozent der Stimmen die Stichwahl jedoch deutlich.